# Ieperboog

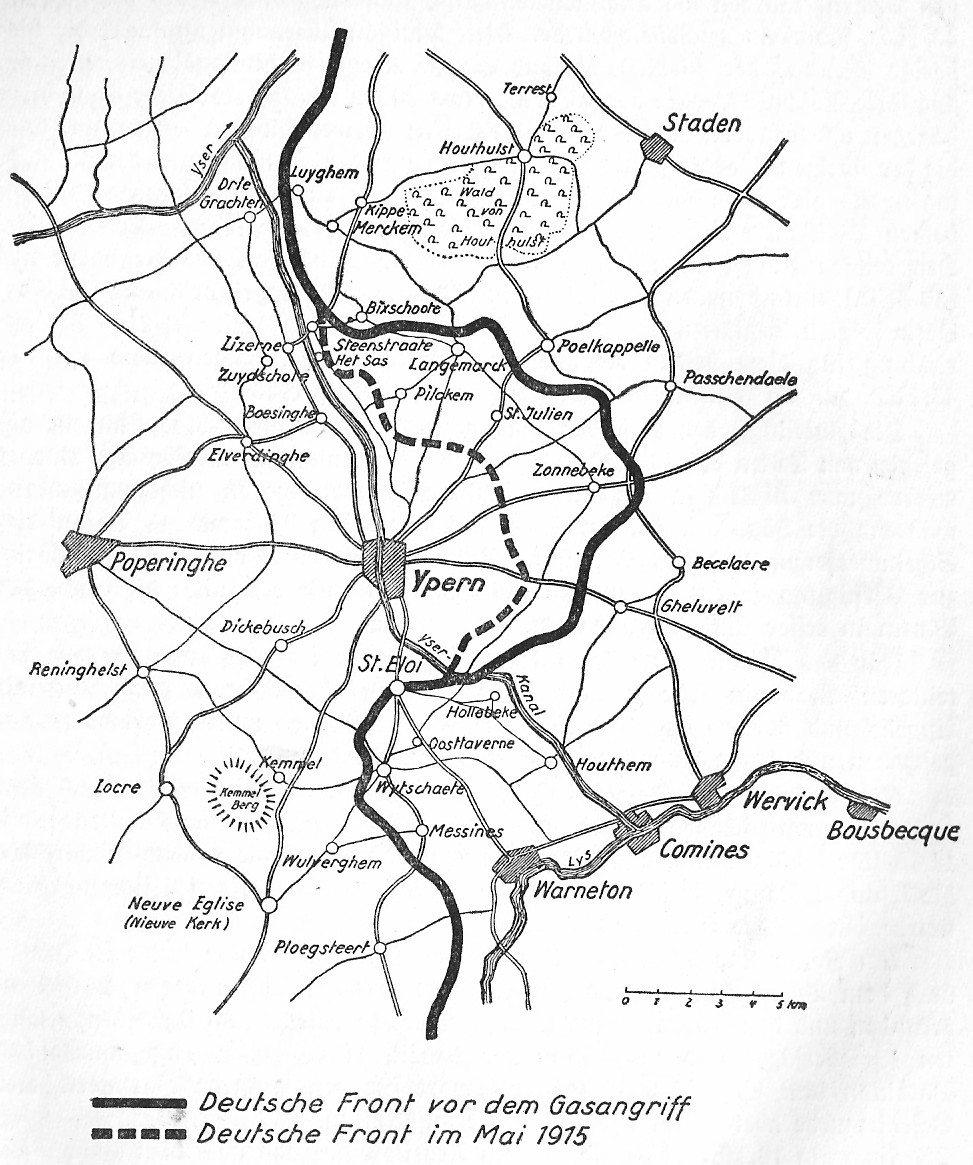
De Ieperboog tijdens de Tweede Slag om Ieper in 1915

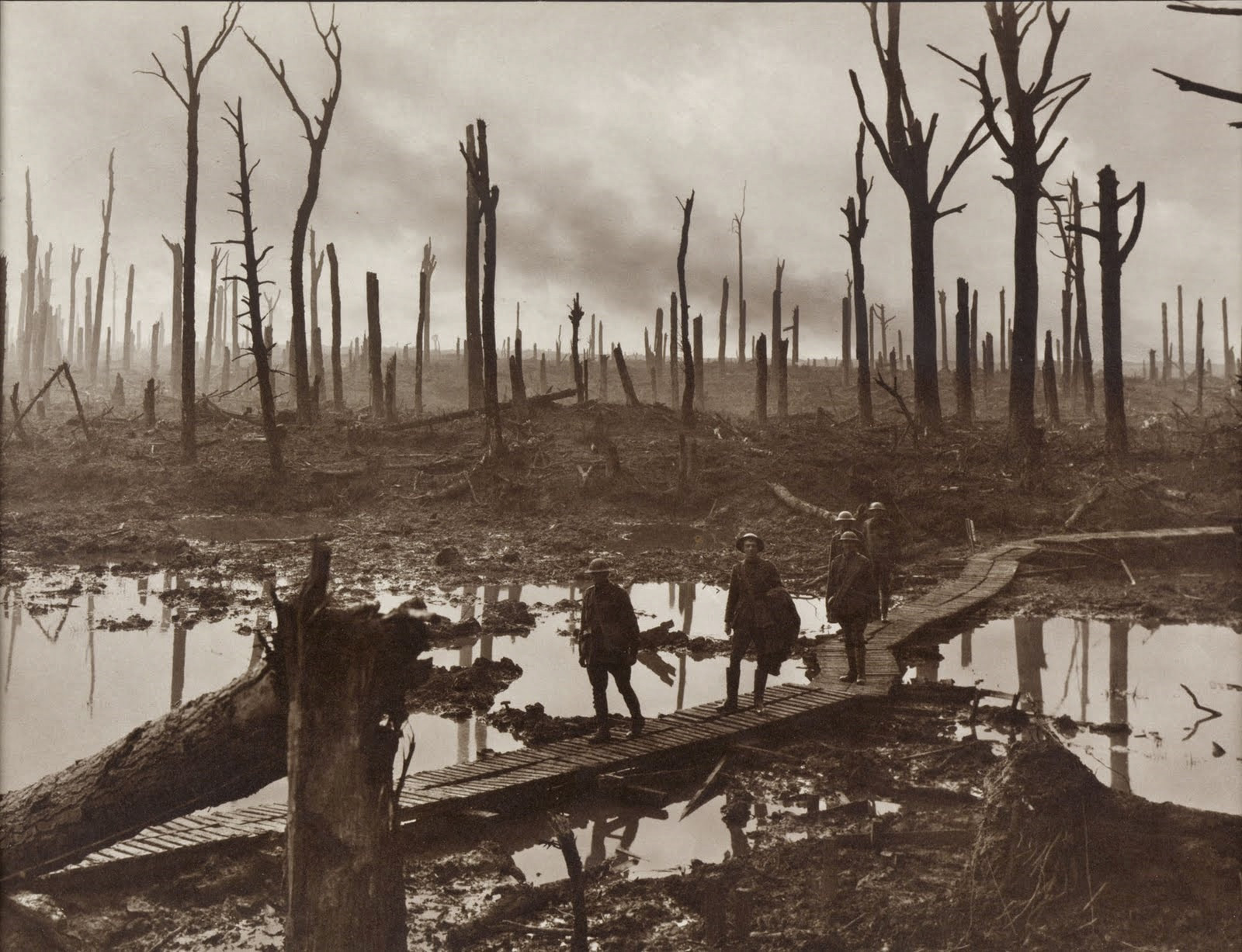
Australische soldaten trekken langs de Ieperboog bij 't Hoge (1917)

De Ieperboog (Engels: Ypres Salient) was een uitstulping in het westfront rond de Belgische stad Ieper tijdens de Eerste Wereldoorlog. Dit was een saillant, een stuk geallieerd grondgebied dat vooruitstak in het Duitse bezette gebied. Het front liep er langs de Midden-West-Vlaamse Heuvelrug.
Bij de Race naar de Zee in 1914 hadden de geallieerden zich teruggetrokken op een front langs de IJzer en het kanaal Ieper-IJzer. Als laatste werd er nog gestreden voor Ieper in de Eerste Slag om Ieper. Na deze slag bleef Ieper in geallieerde handen, de aanvallende troepenbewegingen vielen stil en beide partijen groeven zich in in een front rond Ieper. Het front maakte er een boog van Steenstrate aan het kanaal Ieper-IJzer, over Langemark en Sint-Juliaan rond Ieper, om dan ten zuiden van Ieper weer verder te lopen naar de Franse grens. Aan de Ieperboog zou de volgende vier jaar blijvend strijd gevoerd worden tussen Britten en Duitsers. Na de Tweede Slag om Ieper waren ook Langemark en Sint-Juliaan in Duitse handen en was de Ieperboog ingekrompen en dichter bij de stad zelf te komen liggen.
Bij de Ieperboog onderging Adolf Hitler zijn vuurdoop, werden in februari 1916 de eerste mijnen gebruikt, in april 1915 de eerste gasaanvallen gedaan en werden in juli 1916 de eerste vlammenwerpers gebruikt.

## Monumenten
- Australisch monument in Ieper[1] herdenkt de slachtoffers van de Slag om Poelkapelle;
- Canadees gedenkteken Hill 62 herdenkt de gesneuvelden van de 1ste, 2de en 3de divisie;
- Gedenksteen met kruis voor de 14th Light division in Ieper;
- Gedenkzuil voor de 20th Light Division in Langemark-Poelkapelle;
- Gedenkzuil voor de 34th Division in Langemark-Poelkapelle;
- Gedenkplaat voor de 38th Welsh Division in Langemark-Poelkapelle;
- Gedenkzuil voor de 50th Northumbrian Division in Wieltje;
- Gedenkzuil voor de Nieuw-Zeelandse divisie in Passendale;
- Gedenkzuil voor de 7th Royal Artillery division 1917 in Zonnebeke;
- Iers kruis (Ieper), in 1924 opgericht ter herdenking van de militairen, afkomstig uit Munster (Ierland);
- Menenpoort, in 1927 opgericht ter herdenking van 54.900 Britse slachtoffers;
- Monument voor het 10th Canadian Battalion en het 16th Canadian Scottish Battalion in Langemark-Poelkapelle;
- Monument Guynemer in Poelkapelle herdenkt de Franse piloot Georges Guynemer, die 53 luchtgevechten voerde. Boven op het monument staat een ooievaar, want hij maakte deel uit van het 'Escadrille des Cigognes';
- Gedenkkruis in Steenstrate voor de Franse soldaten en voor hen die omkwamen tijdens de eerste gasaanval tijdens de Tweede Slag om Ieper.
- The Brooding Soldier in Sint-Juliaan, opgericht in 1923;

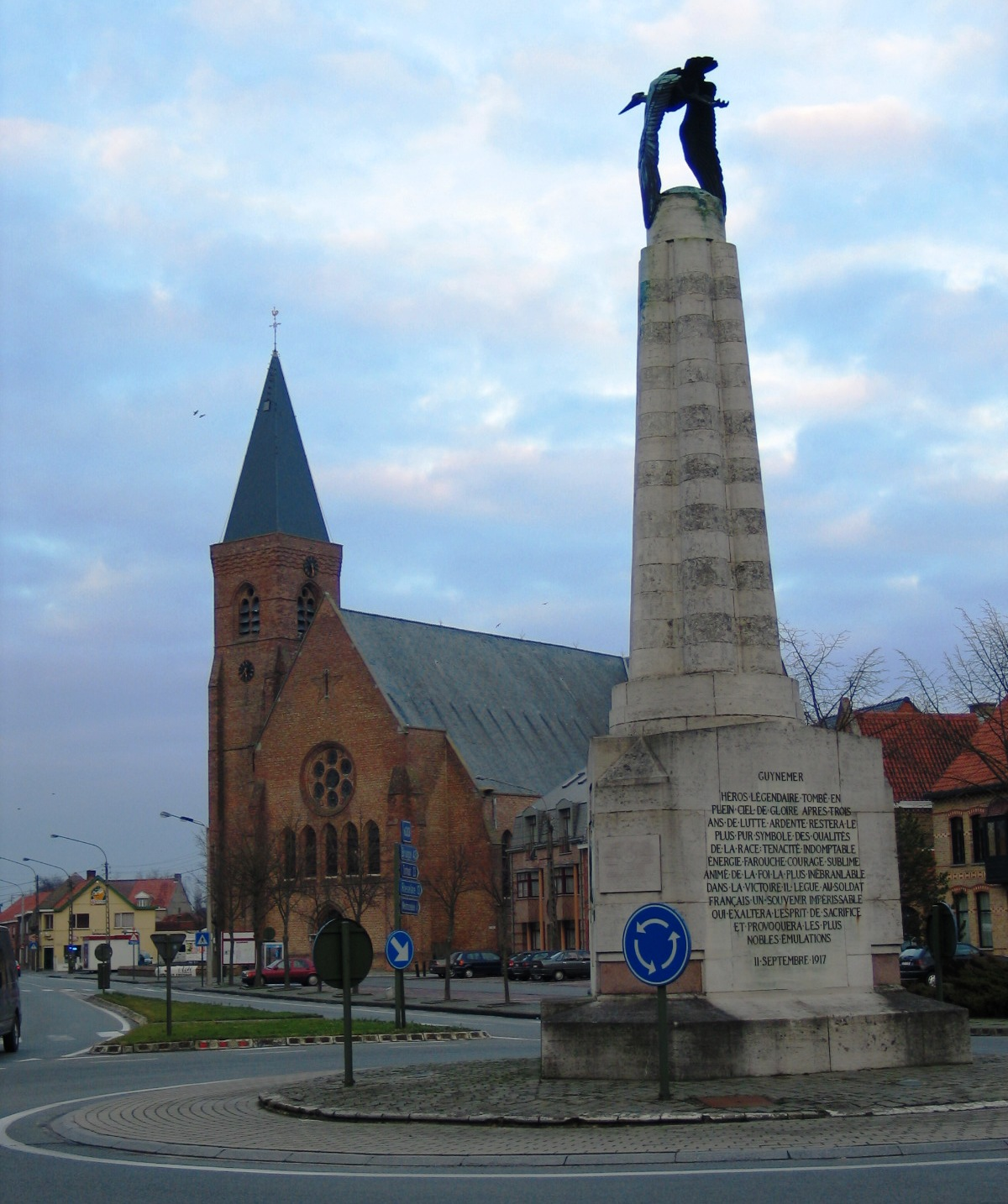
Guynemer
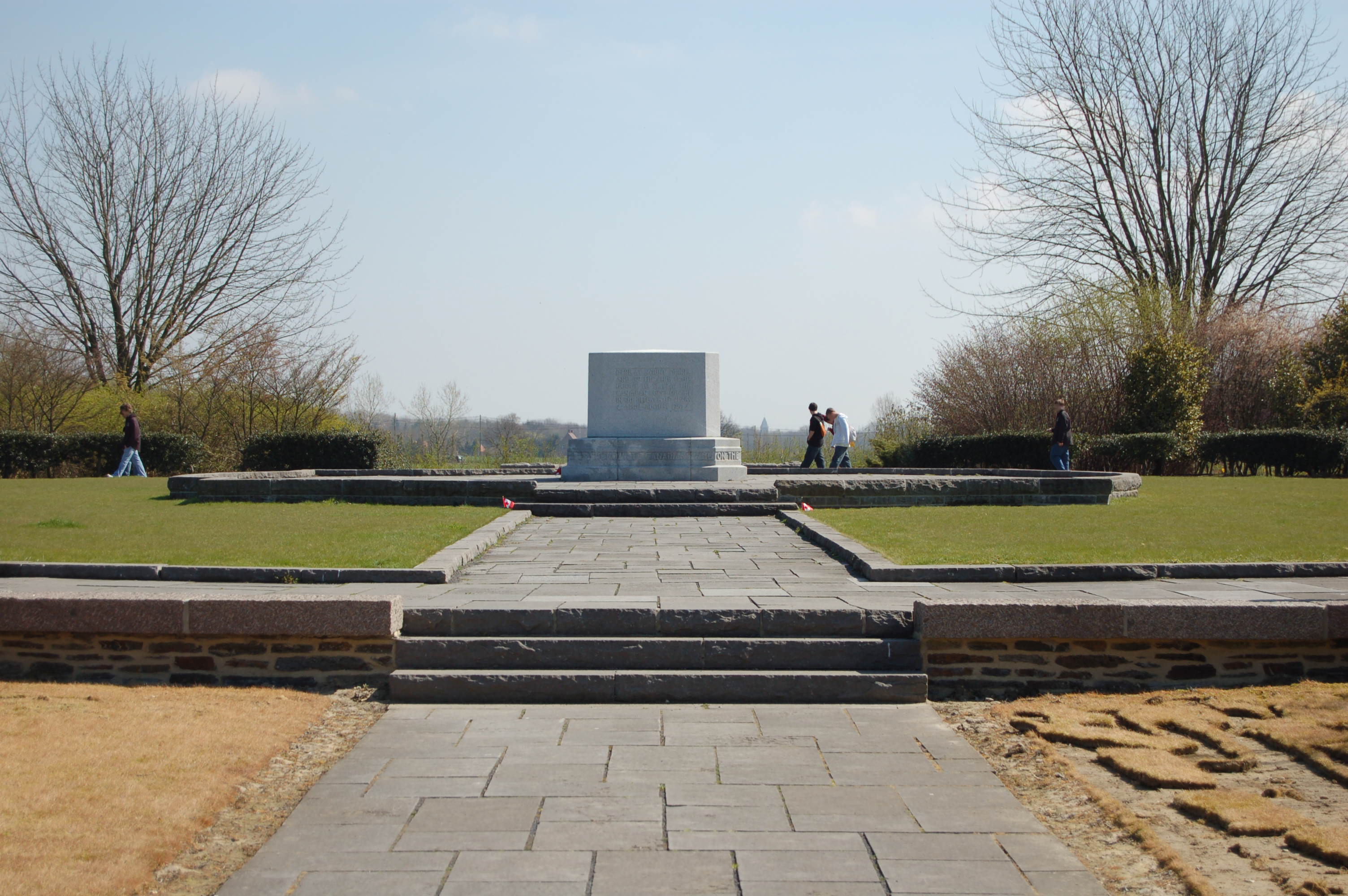
Hill 62
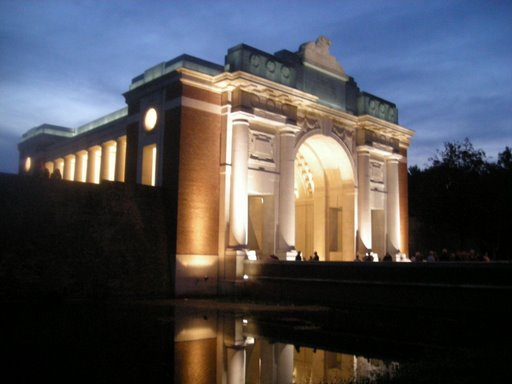
Menenpoort
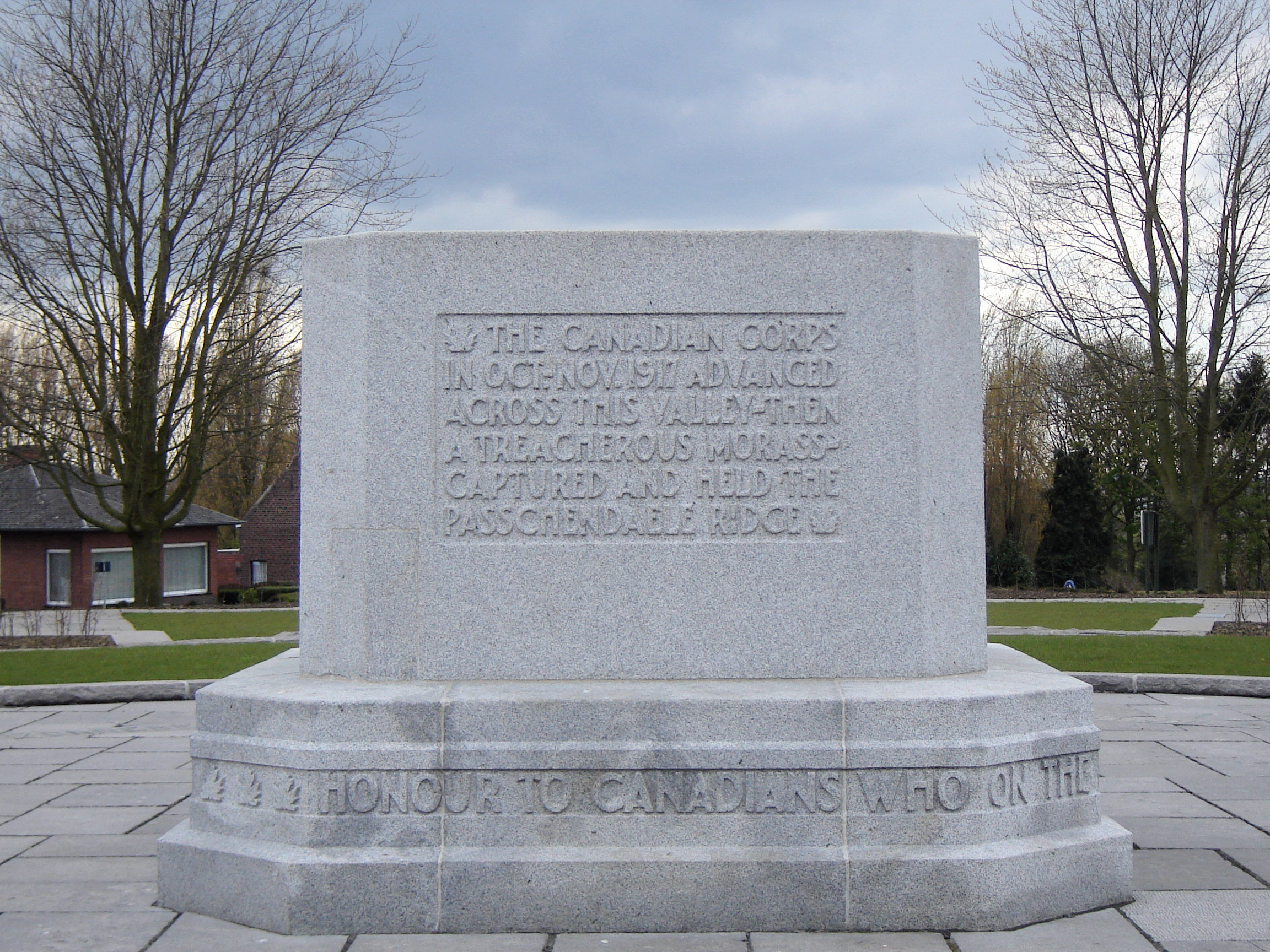
Passchendaele monument
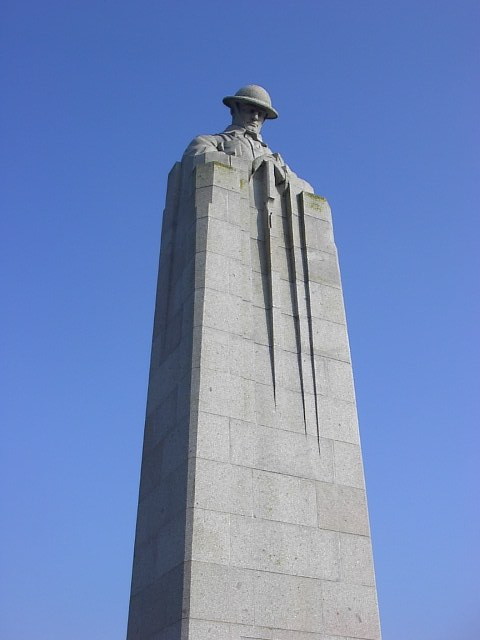
The Brooding Soldier

## Slachtoffers
Bij de Ieperboog vielen 185.000 militaire slachtoffers, waarvan 100.000 niet werden teruggevonden of geïdentificeerd. Een deel van hen is begraven op de volgende begraafplaatsen:

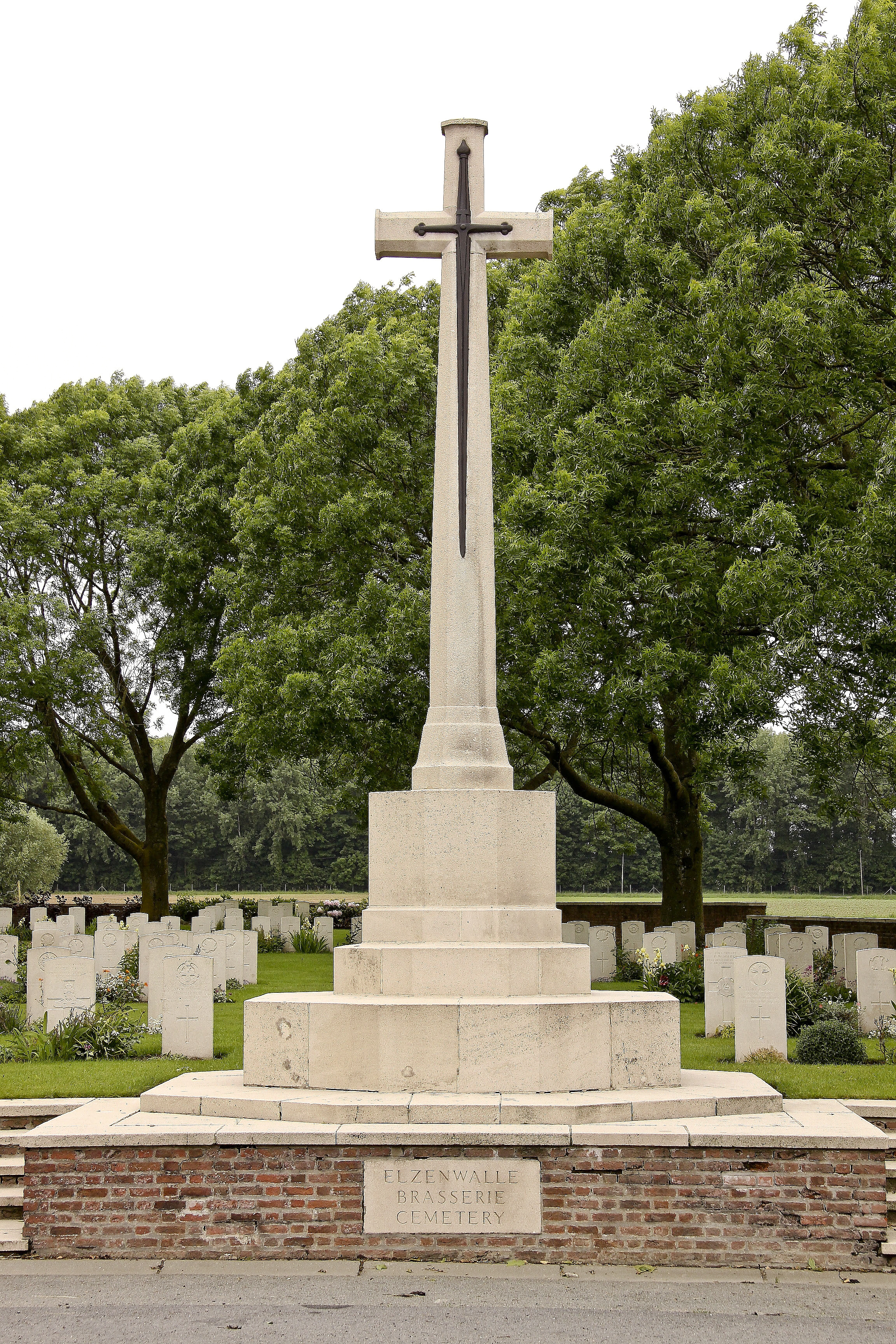
Cross of Sacrifice, Elzenwalle Brasserie Cemetery

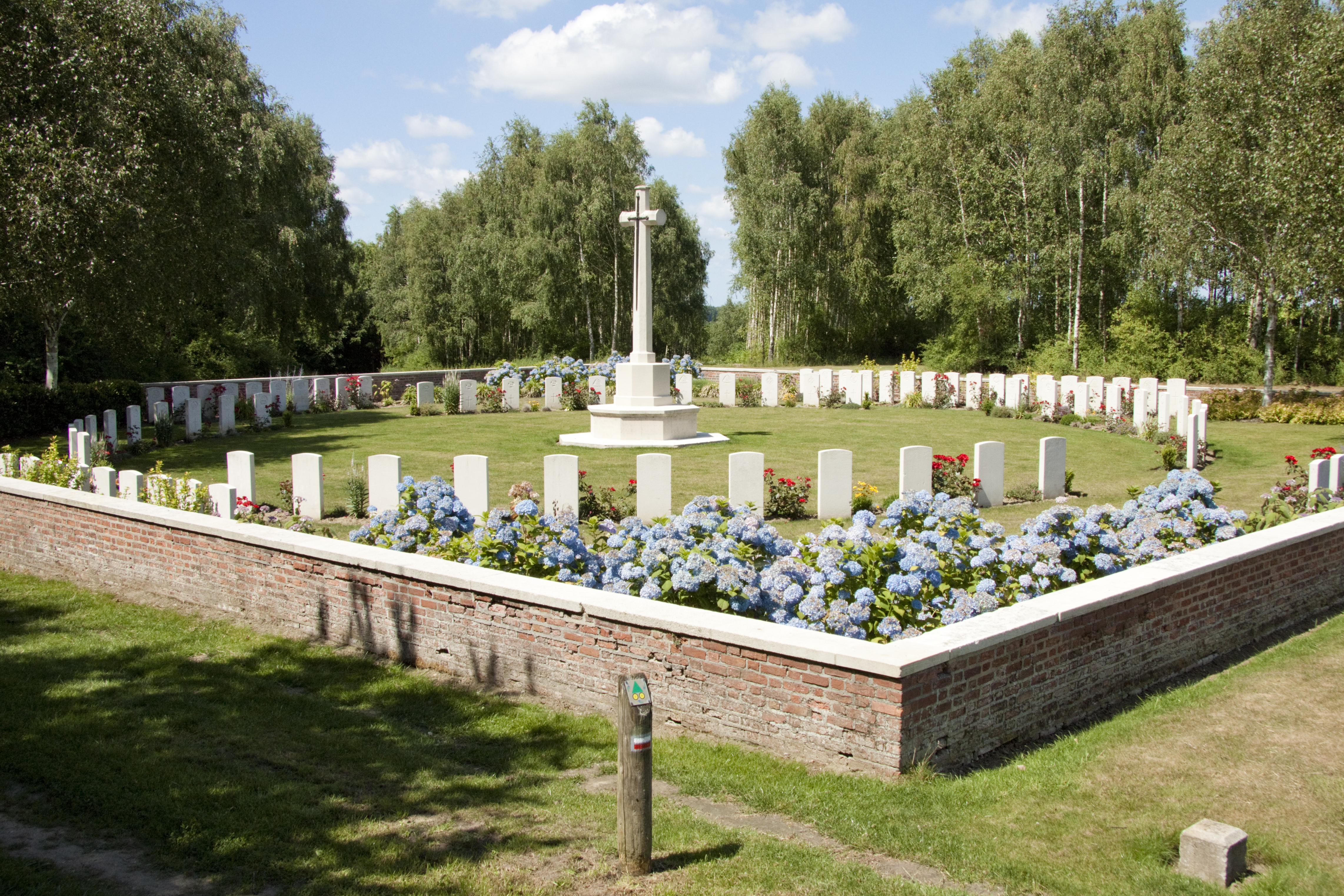
Hedge Row Trench Cemetery in Zillebeke

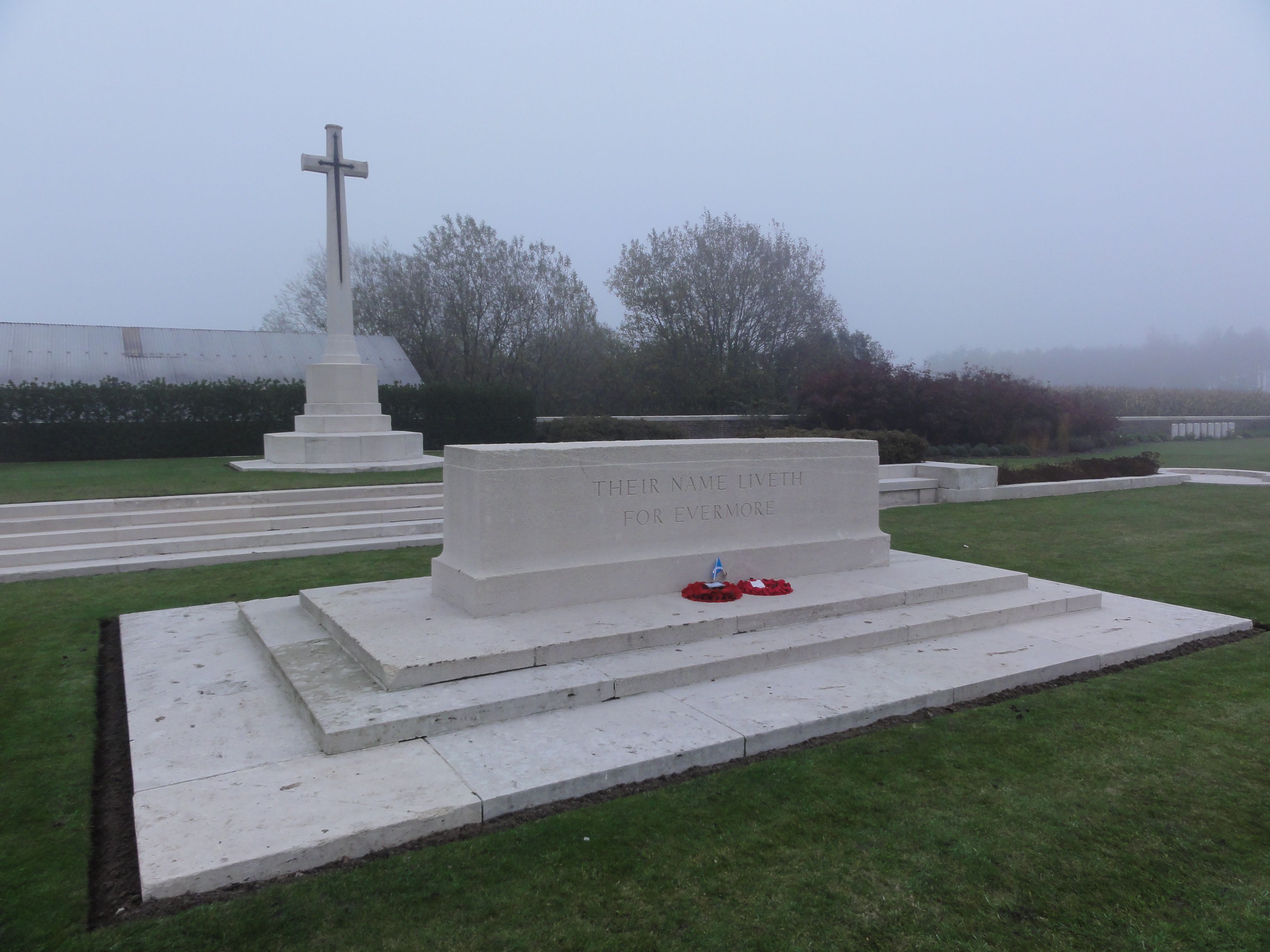
British Cemetry Poelkapelle

 Ongeveer 54.889 Belgen werden gewond of gevangengenomen en 38.000 sneuvelden in de strijd of aan hun verwondingen.
| Begraafplaats                                             | Totaal                                                    | Vlag van Verenigd Koninkrijk                              | Vlag van Australië                                        | Vlag van Nieuw-Zeeland                                    | Vlag van Canada                                           | Vlag van India                                            | Vlag van Frankrijk                                        | Vlag van Zuid-Afrika                                      | Vlag van België                                           | Vlag van Duitsland                                        | Geïdentificeerd                                           |
| Begraafplaatsen van de Commonwealth War Graves Commission | Begraafplaatsen van de Commonwealth War Graves Commission | Begraafplaatsen van de Commonwealth War Graves Commission | Begraafplaatsen van de Commonwealth War Graves Commission | Begraafplaatsen van de Commonwealth War Graves Commission | Begraafplaatsen van de Commonwealth War Graves Commission | Begraafplaatsen van de Commonwealth War Graves Commission | Begraafplaatsen van de Commonwealth War Graves Commission | Begraafplaatsen van de Commonwealth War Graves Commission | Begraafplaatsen van de Commonwealth War Graves Commission | Begraafplaatsen van de Commonwealth War Graves Commission | Begraafplaatsen van de Commonwealth War Graves Commission |
| --------------------------------------------------------- | --------------------------------------------------------- | --------------------------------------------------------- | --------------------------------------------------------- | --------------------------------------------------------- | --------------------------------------------------------- | --------------------------------------------------------- | --------------------------------------------------------- | --------------------------------------------------------- | --------------------------------------------------------- | --------------------------------------------------------- | --------------------------------------------------------- |
| Aeroplane Cemetery                                        | 1105                                                      | 831                                                       | 208                                                       | 17                                                        | 48                                                        |                                                           |                                                           | 1                                                         |                                                           |                                                           | 469                                                       |
| Artillery Wood Cemetery                                   | 1307                                                      | 1259                                                      | 5                                                         | 2                                                         | 40                                                        |                                                           |                                                           | 1                                                         |                                                           |                                                           | 801                                                       |
| Bard Cottage Cemetery                                     | 1643                                                      | 1622                                                      |                                                           |                                                           | 15                                                        |                                                           |                                                           | 2                                                         |                                                           | 4                                                         | 1600                                                      |
| Bedford House Cemetery                                    | 5139                                                      | 4425                                                      | 249                                                       | 36                                                        | 390                                                       | 21                                                        | 21                                                        |                                                           |                                                           | 2                                                         | 2194                                                      |
| Belgian Battery Corner Cemetery                           | 573                                                       | 430                                                       | 123                                                       | 8                                                         | 7                                                         | 2                                                         |                                                           |                                                           |                                                           |                                                           | 567                                                       |
| Birr Cross Roads Cemetery                                 | 834                                                       | 661                                                       | 143                                                       | 12                                                        | 16                                                        |                                                           | 1                                                         |                                                           | 1                                                         |                                                           | 497                                                       |
| Blauwepoort Farm Cemetery                                 | 90                                                        | 90                                                        |                                                           |                                                           |                                                           |                                                           |                                                           |                                                           |                                                           |                                                           | 82                                                        |
| Bleuet Farm Cemetery                                      | 452                                                       | 437                                                       |                                                           |                                                           | 2                                                         |                                                           |                                                           | 3                                                         |                                                           | 1                                                         | 450                                                       |
| Brandhoek Military Cemetery                               | 665                                                       | 663                                                       |                                                           |                                                           |                                                           |                                                           |                                                           |                                                           |                                                           | 2                                                         | 665                                                       |
| Brandhoek New Military Cemetery                           | 531                                                       | 513                                                       | 11                                                        |                                                           |                                                           | 1                                                         |                                                           | 5                                                         |                                                           |                                                           | 530                                                       |
| Brandhoek New Military Cemetery No.3                      | 974                                                       | 850                                                       | 46                                                        | 18                                                        | 54                                                        |                                                           |                                                           |                                                           |                                                           |                                                           | 973                                                       |
| Buffs Road Cemetery                                       | 289                                                       | 265                                                       | 13                                                        |                                                           | 10                                                        |                                                           |                                                           | 1                                                         |                                                           |                                                           | 203                                                       |
| Bus House Cemetery                                        | 266                                                       | 255                                                       | 10                                                        |                                                           |                                                           | 1                                                         |                                                           |                                                           |                                                           |                                                           | 264                                                       |
| Canada Farm Cemetery                                      | 907                                                       | 898                                                       |                                                           |                                                           | 9                                                         |                                                           |                                                           |                                                           |                                                           |                                                           | 907                                                       |
| Chester Farm Cemetery                                     | 424                                                       | 311                                                       | 21                                                        |                                                           | 88                                                        |                                                           |                                                           |                                                           |                                                           |                                                           | 413                                                       |
| Colne Valley Cemetery                                     | 47                                                        | 47                                                        |                                                           |                                                           |                                                           |                                                           |                                                           |                                                           |                                                           |                                                           | 43                                                        |
| Dickebusch New Military Cemetery                          | 624                                                       | 529                                                       | 11                                                        |                                                           | 84                                                        |                                                           |                                                           |                                                           |                                                           |                                                           | 616                                                       |
| Dickebusch New Military Cemetery Extension                | 548                                                       | 520                                                       | 24                                                        |                                                           | 2                                                         |                                                           |                                                           | 1                                                         |                                                           | 1                                                         | 542                                                       |
| Dickebusch Old Military Cemetery                          | 47                                                        | 43                                                        |                                                           |                                                           | 3                                                         |                                                           |                                                           |                                                           |                                                           | 1                                                         | 53                                                        |
| Divisional Cemetery                                       | 283                                                       | 192                                                       | 65                                                        |                                                           | 26                                                        |                                                           |                                                           |                                                           |                                                           |                                                           | 277                                                       |
| Divisional Collecting Post Cemetery                       | 765                                                       | 381                                                       | 71                                                        | 2                                                         | 56                                                        |                                                           |                                                           | 1                                                         |                                                           | 1                                                         | 56                                                        |
| Dragoon Camp Cemetery                                     | 66                                                        | 66                                                        |                                                           |                                                           |                                                           |                                                           |                                                           |                                                           |                                                           |                                                           | 56                                                        |
| Duhallow A.D.S. Cemetery                                  | 1602                                                      | 1470                                                      | 26                                                        | 6                                                         | 38                                                        | 1                                                         | 2                                                         | 3                                                         |                                                           | 54                                                        | 1314                                                      |
| Elzenwalle Brasserie Cemetery                             | 149                                                       | 108                                                       |                                                           |                                                           |                                                           | 41                                                        |                                                           |                                                           |                                                           |                                                           | 144                                                       |
| Essex Farm Cemetery                                       | 1185                                                      | 1171                                                      |                                                           |                                                           | 9                                                         |                                                           |                                                           |                                                           |                                                           | 5                                                         | 1097                                                      |
| Ferme-Olivier Cemetery                                    | 411                                                       | 408                                                       |                                                           |                                                           |                                                           |                                                           |                                                           |                                                           |                                                           | 3                                                         | 401                                                       |
| First D.C.L.I. Cemetery, The Bluff                        | 76                                                        | 76                                                        |                                                           |                                                           |                                                           |                                                           |                                                           |                                                           |                                                           |                                                           | 63                                                        |
| Hagle Dump Cemetery                                       | 439                                                       | 397                                                       | 26                                                        |                                                           | 14                                                        |                                                           |                                                           |                                                           |                                                           | 2                                                         | 298                                                       |
| Hedge Row Trench Cemetery                                 | 98                                                        | 96                                                        |                                                           |                                                           | 2                                                         |                                                           |                                                           |                                                           |                                                           |                                                           | 96                                                        |
| Hooge Crater Cemetery                                     | 5922                                                      | 5183                                                      | 513                                                       | 121                                                       | 105                                                       |                                                           |                                                           |                                                           |                                                           |                                                           | 2345                                                      |
| Hop Store Cemetery                                        | 251                                                       | 248                                                       |                                                           |                                                           | 1                                                         |                                                           |                                                           |                                                           |                                                           |                                                           | 249                                                       |
| Hospital Farm Cemetery                                    | 116                                                       | 115                                                       |                                                           |                                                           |                                                           |                                                           | 1                                                         |                                                           |                                                           |                                                           | 111                                                       |
| La Belle Alliance Cemetery                                | 60                                                        | 60                                                        |                                                           |                                                           |                                                           |                                                           |                                                           |                                                           |                                                           |                                                           | 50                                                        |
| La Brique Military Cemetery No.1                          | 91                                                        | 90                                                        |                                                           |                                                           |                                                           |                                                           |                                                           |                                                           |                                                           |                                                           | 87                                                        |
| La Brique Military Cemetery No.2                          | 840                                                       | 782                                                       | 18                                                        | 9                                                         | 23                                                        | 1                                                         |                                                           |                                                           |                                                           |                                                           | 454                                                       |
| Larch Wood (Railway Cutting) Cemetery                     | 856                                                       | 700                                                       | 36                                                        |                                                           | 86                                                        |                                                           |                                                           |                                                           |                                                           | 1                                                         | 535                                                       |
| Maple Copse Cemetery                                      | 308                                                       | 154                                                       |                                                           |                                                           | 154                                                       |                                                           |                                                           |                                                           |                                                           |                                                           | 257                                                       |
| Menin Road South Military Cemetery                        | 1590                                                      | 1122                                                      | 267                                                       | 52                                                        | 148                                                       |                                                           |                                                           |                                                           |                                                           | 1                                                         | 1538                                                      |
| New Irish Farm Cemetery                                   | 4700                                                      | 15                                                        |                                                           |                                                           |                                                           |                                                           |                                                           |                                                           |                                                           | 1                                                         | 1448                                                      |
| No Man's Cot Cemetery                                     | 79                                                        | 79                                                        |                                                           |                                                           |                                                           |                                                           |                                                           |                                                           |                                                           |                                                           | 77                                                        |
| Oak Dump Cemetery                                         | 111                                                       | 109                                                       | 2                                                         |                                                           |                                                           |                                                           |                                                           |                                                           |                                                           |                                                           | 106                                                       |
| Oxford Road Cemetery                                      | 851                                                       | 657                                                       | 74                                                        | 37                                                        | 83                                                        |                                                           |                                                           |                                                           |                                                           | 2                                                         | 554                                                       |
| Perth Cemetery (China Wall)                               | 2791                                                      | 2481                                                      | 147                                                       |                                                           | 23                                                        | 133                                                       |                                                           | 7                                                         |                                                           |                                                           | 1422                                                      |
| Poelcapelle British Cemetery                              | 7479                                                      | 6578                                                      | 117                                                       | 536                                                       |                                                           |                                                           | 10                                                        |                                                           |                                                           |                                                           | 1248                                                      |
| Potijze Burial Ground Cemetery                            | 586                                                       | 580                                                       | 3                                                         |                                                           | 1                                                         |                                                           |                                                           |                                                           |                                                           | 2                                                         | 563                                                       |
| Potijze Chateau Grounds Cemetery                          | 478                                                       | 399                                                       | 25                                                        | 2                                                         | 49                                                        |                                                           | 1                                                         | 1                                                         |                                                           | 1                                                         | 365                                                       |
| Potijze Chateau Lawn Cemetery                             | 229                                                       | 191                                                       | 4                                                         |                                                           | 22                                                        |                                                           |                                                           | 9                                                         |                                                           | 3                                                         | 197                                                       |
| Potijze Chateau Wood Cemetery                             | 157                                                       | 151                                                       |                                                           |                                                           | 6                                                         |                                                           |                                                           |                                                           |                                                           |                                                           | 151                                                       |
| Railway Wood                                              | 12                                                        | 12                                                        |                                                           |                                                           |                                                           |                                                           |                                                           |                                                           |                                                           |                                                           | 12                                                        |
| Railway Chateau Cemetery                                  | 105                                                       | 105                                                       |                                                           |                                                           |                                                           |                                                           |                                                           |                                                           |                                                           |                                                           | 99                                                        |
| Ramparts Cemetery                                         | 198                                                       | 163                                                       | 11                                                        | 14                                                        | 10                                                        |                                                           |                                                           |                                                           |                                                           |                                                           | 188                                                       |
| Red Farm Military Cemetery                                | 46                                                        | 46                                                        |                                                           |                                                           |                                                           |                                                           |                                                           |                                                           |                                                           |                                                           | 29                                                        |
| Ridge Wood Military Cemetery                              | 621                                                       | 280                                                       | 44                                                        | 3                                                         | 292                                                       |                                                           |                                                           |                                                           |                                                           | 2                                                         | 594                                                       |
| Sanctuary Wood Cemetery                                   | 1990                                                      | 1735                                                      | 88                                                        | 18                                                        | 145                                                       |                                                           |                                                           | 3                                                         |                                                           | 1                                                         | 636                                                       |
| Solferino Farm Cemetery                                   | 299                                                       | 294                                                       |                                                           |                                                           | 2                                                         |                                                           |                                                           |                                                           |                                                           | 3                                                         | 299                                                       |
| Spoilbank Cemetery                                        | 520                                                       | 436                                                       | 68                                                        |                                                           | 16                                                        |                                                           |                                                           |                                                           |                                                           |                                                           | 395                                                       |
| Talana Farm Cemetery                                      | 529                                                       | 529                                                       |                                                           |                                                           |                                                           |                                                           |                                                           |                                                           |                                                           |                                                           | 515                                                       |
| The Huts Cemetery                                         | 1100                                                      | 822                                                       | 243                                                       |                                                           |                                                           | 5                                                         | 1                                                         |                                                           |                                                           | 6                                                         | 1088                                                      |
| Track X Cemetery                                          | 149                                                       | 138                                                       | 19                                                        |                                                           | 5                                                         | 1                                                         |                                                           |                                                           |                                                           |                                                           | 143                                                       |
| Tuileries British Cemetery                                | 101                                                       | 98                                                        |                                                           |                                                           |                                                           |                                                           |                                                           |                                                           |                                                           |                                                           | 79                                                        |
| Vlamertinghe Military Cemetery                            | 1182                                                      | 1116                                                      | 4                                                         |                                                           | 54                                                        | 3                                                         |                                                           |                                                           |                                                           | 3                                                         | 1161                                                      |
| Vlamertinghe New Military Cemetery                        | 1820                                                      | 1611                                                      | 44                                                        | 1                                                         | 154                                                       |                                                           |                                                           | 3                                                         |                                                           | 7                                                         | 1807                                                      |
| Welsh Cemetery                                            | 68                                                        | 68                                                        |                                                           |                                                           |                                                           |                                                           |                                                           |                                                           |                                                           |                                                           | 59                                                        |
| White House Cemetery                                      | 1172                                                      | 1002                                                      | 45                                                        | 25                                                        | 85                                                        | 5                                                         | 1                                                         |                                                           |                                                           |                                                           | 849                                                       |
| Wieltje Farm Cemetery                                     | 116                                                       | 113                                                       |                                                           | 1                                                         | 1                                                         |                                                           | 4                                                         |                                                           |                                                           | 1                                                         | 105                                                       |
| Woods Cemetery                                            | 326                                                       | 212                                                       | 3                                                         |                                                           | 111                                                       |                                                           |                                                           |                                                           |                                                           |                                                           | 294                                                       |
| Ypres Reservoir Cemetery                                  | 2614                                                      | 2273                                                      | 143                                                       | 28                                                        | 155                                                       | 2                                                         |                                                           | 12                                                        |                                                           | 1                                                         | 1579                                                      |
| Ypres Town Cemetery                                       | 145                                                       | 144                                                       |                                                           |                                                           |                                                           | 1                                                         |                                                           |                                                           |                                                           |                                                           | 136                                                       |
| Ypres Town Cemetery Extension                             | 600                                                       | 568                                                       | 13                                                        |                                                           | 15                                                        | 1                                                         |                                                           | 1                                                         |                                                           | 2                                                         | 491                                                       |
| Duitse militaire begraafplaats                            |                                                           |                                                           |                                                           |                                                           |                                                           |                                                           |                                                           |                                                           |                                                           |                                                           |                                                           |
| Duits Erekerkhof Menen                                    | 47864                                                     |                                                           |                                                           |                                                           |                                                           |                                                           |                                                           |                                                           |                                                           |                                                           |                                                           |

Gegevens ontleend aan de website van de Commonwealth War Graves Commission. Van sommige slachtoffers is de nationaliteit niet bekend, waardoor de totaalcijfers niet lijken te kloppen.